# Lisbon (Louisiana)
Lisbon is een plaats (village) in de Amerikaanse staat Louisiana, en valt bestuurlijk gezien onder Claiborne Parish.

## Demografie
Bij de volkstelling in 2000 werd het aantal inwoners vastgesteld op 162.
In 2006 is het aantal inwoners door het United States Census Bureau geschat op 154, een daling van 8 (-4,9%).

## Geografie
Volgens het United States Census Bureau beslaat de plaats een oppervlakte van
34,1 km², geheel bestaande uit land. Lisbon ligt op ongeveer 89 m boven zeeniveau.

## Plaatsen in de nabije omgeving
De onderstaande figuur toont nabijgelegen plaatsen in een straal van 24 km rond Lisbon.